# Limits
Limits – autorski singiel austriackiej piosenkarki Gabrieli „Paendy” Horn, wydany cyfrowo 8 marca 2019 przez wytwórnię Wohnzimmer Records  w dystrybucji Universal Music Austria.
Utwór reprezentował Austrię w 64. Konkursie Piosenki Eurowizji w Tel Awiwie zajmując 17. miejsce w drugim półfinale z 21 punktami na koncie, nie zdobywając awansu do finału.
Do utworu zrealizowano oficjalny teledysk, który został opublikowany 8 marca 2019 na kanale „Eurovision Song Contest” w serwisie YouTube. Za reżyserię klipu odpowiada Lelo Brossmann.

## Lista utworów
Digital download
1. „Limits” – 3:24